# RC 44

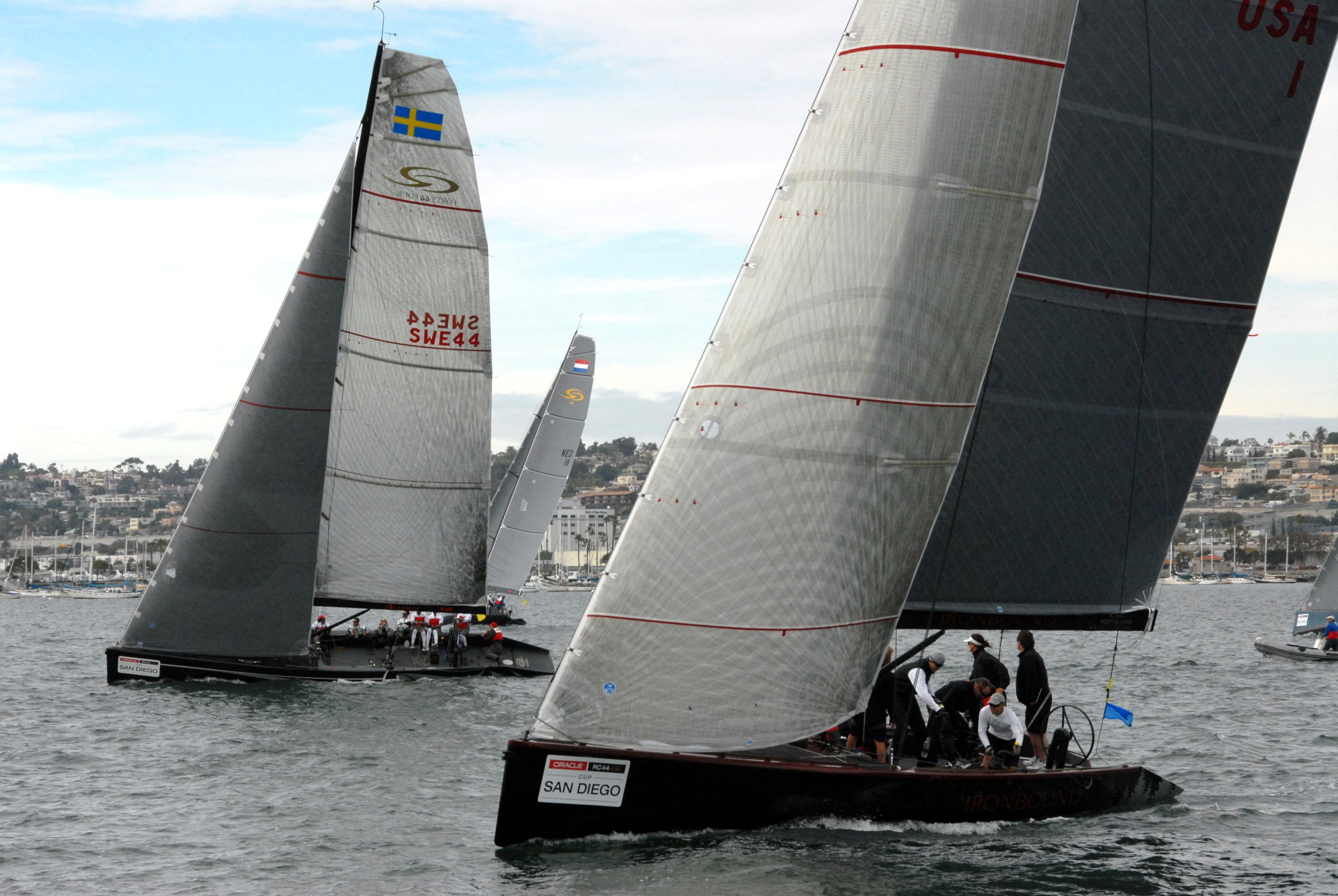
RC44 in San Diego

Die Regattayacht RC 44 ist eine ganz aus kohlenstofffaserverstärktem Kunststoff (CFK) gefertigte, und dadurch besonders leichte und schnelle Rennyacht. Neben dem Rumpf sind fast alle Bauteile der Yacht aus CFK (Mast, Salinge, Großbaum, Bugspriet, Ruder, Ruderrad, Kielfinne). Die Yacht ist als Einheitsklasse (One Design) gemeinsam von dem dreimaligen neuseeländischen America’s Cup Gewinner Russell Coutts und dem slowenischen Yachtkonstrukteur Andrej Justin entwickelt worden. Die Bezeichnung RC steht für die Initialen von Russell Coutts und 44 für die Bootslänge 44 Fuß (13,35 Meter).

## Konzept RC 44
Die Yacht RC 44 wurde für hochkarätige Rennen in internationalen Regatten unter strikter Einhaltung der Klassenvorschriften entwickelt. Das Bootskonzept und Bootslayout zielt auf Amateurmannschaften, die durchaus um Segelprofis zu erweitern sind. Viel Raum nimmt daher ein großes offenes Cockpit ein. Die Regatten werden in der noch jungen Klasse als Fleet Race oder als Match Race organisiert. Besonderen Wert wurde bei der Konstruktion auf die Leichtwind-Eigenschaften gelegt, da viele Regatten im Mittelmeerraum gefahren werden.
Die Klassenvorschriften betonen ausdrücklich die Einheitsklasse. Man achtet peinlich genau auf die Einhaltung der Bauvorschriften und versucht die Boote so identisch wie möglich zu produzieren und auszurüsten. Die Bauwerft Pauger Carbon konnte die Rümpfe aus CFK mit einer Gesamttoleranz von 1 kg pro Rumpf herstellen. Das Deckslayout, die Rumpfform und der Segelplan sind absolut identisch. 
Die RC 44 ist ausgelegt auf eine normale Mannschaftsstärke von 8 Seglern, in Match-Races kann sie aber auch von sechs Profiseglern bewegt werden.
Neben den identischen Regattayachten legten die Entwickler Russel Coutts und Andrej Justin besonderen Wert auf ein einfaches Transportsystem für die Yachten, um sie kostengünstig zwischen den einzelnen Regattahäfen transportieren zu können. Gemeinsam mit der Spedition Kühne & Nagel entwickelte man ein Container-System basierend auf 40 Fuß-Open-Top-Containern. In einem solchen Container kann die gesamte Regattayacht mit abmontiertem Heck, zerlegtem Mast (zwei Teile) und demontiertem Kiel und anderem Zubehör per LKW und/oder Schiff kostengünstig transportiert werden.

## Technische Daten RC 44

### Rumpf
- Länge über alles (LOA): 13,35 Meter (43 Fuß 8 Inch)
- Breite: 2,75 Meter (9 Fuß)
- Tiefgang: 2,90 Meter (9 Fuß 5 Inch)
- Verdrängung: 3560 kg (7850 lbs)
- Kielgewicht: 2200 kg (4850 lbs)

### Segel
- Genua 3: 39 m²
- Genua 1: 60 m²
- Großsegel: 70 m²
- Gennaker 1: 170 m²
- Gennaker 2: 150 m²

### Crew
- Anzahl: 6 bis 9 Mann, je nach Gesamtgewicht
- Crewgewicht: maximal 680 kg

### Hilfsantrieb
- Maschinenantrieb: 20 PS (Einbaudiesel mit einziehbarem Antrieb)

## Bauwerft RC 44
Die Yachten werden von der Firma Pauger Carbon Composites in Budapest (Ungarn) hergestellt. Die Firma  wurde 1990 von Dénes Paulovits gegründet. Zuerst war man auf die Konstruktion und die Fertigung von CFK Masten (bis maximal 30 Meter Länge) und die Entwicklung von Sonderanfertigungen von Rennyachten spezialisiert.